# Воденица у Грошници
Воденица у Грошници представља непокретно културно добро као споменик културе, решењем Завода за заштиту споменика културе Крагујевац бр. 97/1, од 10. јануара 1972. године.
У воденици у селу Грошница, на шест километара од Крагујевца је, 12. јула 1941. године, одржан састанак Окружног комитета КПЈ за Округ крагујевачки, на којем је донета одлука о подизању устанка у овом делу Шумадије.
Саграђена је крајем 18. века, што се може закључити на основу стилских карактеристика, као и на основу народног предања. Током времена је претрпела извесне преправке и дограђивања, али је у основи задржала првобитан изглед.